# Гинтоки Саката
Гинтоки Саката (яп. 坂田 銀時, Саката Гинтоки) — вымышленный персонаж комедийной манги Gintama, созданной Хидэаки Сорати, и основанной на ней аниме-франшизы. Гинтоки — главный герой франшизы, и его имя легло в основу названия; это бывший мятежный самурай, живущий в вымышленной версии Японии 1860-х годов, преобразованной после вторжения инопланетян. Гинтоки когда-то боролся с инопланетными захватчиками, пока не осознал бессмысленность этого занятия, что привело его к решению зарабатывать на жизнь вместе со своими друзьями Симпати Симурой и Кагурой фрилансером в столице Японии Эдо. В манге и аниме раскрываются многие подробности о прошлом Гинтоки, это объясняет, как его бывшие друзья стали ему врагами. Как главный герой Гинтоки появлялся в большинстве эпизодов аниме, а также в других произведениях, связанных с франшизой: фильмах, видеоиграх и оригинальных видео-анимациях (OVA).
По предложению редакторов Сорати сделал персонажа «сребровласым» самураем. Изначально прототипом Гинтоки должен был быть Хидзиката Тосидзо, вице-капитан военно-полицейского отряда Синсэнгуми, действовавшего в Японии 1860-х годов. Однако позже Сорати изменил концепцию, он не стал связывать главного героя службой в какой-либо организации и переделал дизайн персонажа. В аниме Гинтоки озвучил Томокадзу Сугита, которому понравилась эта роль. В игровых фильмах экс-самурая исполнил Сюн Огури.
Гинтоки получил преимущественно положительные отзывы от различных обозревателей и изданий манги, аниме и других СМИ. При этом часть обозревателей критиковала его характеристики в некоторых сюжетных арках. Когда в 2016 году его образ стал пародией на одного из японских политиков, компания Shueisha, издающая мангу, испытывала некоторые опасения из-за возможных последствий. Гинтоки является любимым персонажем поклонников Gintama, занимая первое место во всех опросах популярности. Для реализации через торговую сеть выпускаются его фигурки и другие товары с его изображением.

## История создания
Во время размышлений над названием манги редактор спросил Хидэаки Сорати: «Как вы думаете, „серебряный“ самурай был бы крутым?» Это вдохновило автора на создание главного героя, а затем на решение назвать мангу «Gintama» (рус. «Серебряная душа»). Первоначальный план первой крупной работы Сорати состоял в том, чтобы сосредоточить всё внимание вокруг вымышленной версии Синсэнгуми (военно-полицейского отряда, действовавшего в 1860-х годах в Японии), ради повышения спроса воспользовавшись ажиотажем вокруг Shinsengumi! (японской дорамы с актёрами-айдолами в главных ролях). При этом планировалось, что версия мангаки будет максимально нереалистичной; в эту организацию должны были входить как мужчины, так и женщины, обладающие причудливыми чертами, не имеющие ничего общего с оригинальным Синсэнгуми, и ставшие позднее прототипами многих персонажей окончательной версии манги. Одним из них был «сребровласый» мужчина, прототипом которого стал вице-капитан отряда Хидзиката Тосидзо. Так как Сорати особенно сильно нравился Хидзиката, в первую очередь внешность, он очень хотел сделать этого персонажа главным героем серии, несмотря на полное отсутствие сходства с реальным прототипом.
Хотя Сорати понравился дизайн «сребровласой» версии Хидзикаты, он не мог найти ему место в сюжете манги. Когда первоначальная концепция Синсэнгуми была отвергнута, автор под влиянием редактора подумывал отказаться от персонажа. В конце концов мангака решил, что «сребровласый» персонаж будет полностью оригинальным главным героем, а Синсэнгуми станет комедийным дополнением. Сорати, быстро дав новому персонажу прозвище «Гин-сан», окончательно разрушил первоначальную концепцию «сребловласого» Хидзикаты и с нуля воссоздал героя, сделав его ленивым фрилансером. Концепция Гинтоки заключается в том, что он сильный человек, не принадлежащий ни к какой организации, и склонный игнорировать правила. Некоторые черты Гинтоки позаимствованы из образа японского легендарного героя Сакаты Кинтоки, также известного как Кинтаро. В отличие от других персонажей манги Гинтоки не развивается. Это связано с его прошлым, в котором некоторые вещи в его жизни изменились из-за вторжения Аманто (инопланетян), а некоторые он сам не хочет менять.
В аниме Гинтоки озвучил японский сэйю (актёр озвучки) Томокадзу Сугита, который пытался максимально соответствовать характеру персонажа. Однако позже, понимая, что герой живёт при поддержке близких ему людей, актёр изменил стиль озвучивания.

## Биография
Гинтоки Саката — фрилансер, бывший самурай, живущий в эпоху, когда инопланетяне, известные как Аманто, захватили Землю, победив самураев во время боевых действий, известных как «война Дзёи». В детстве Гинтоки обучал самурай Сёё Ёсида, а его одноклассниками, среди прочих, были Котаро Кацура и Синсукэ Такасуги, будущие союзники в войне Дзёи. Сёё несправедливо обвинили в попытке собрать армию и арестовали, а Гинтоки и его друзья вступили в войну, чтобы спасти своего учителя. В этот период Саката из-за серебряных волос и белого плаща, который он носил в бою, стал известен как «Сирояся» (яп. 白夜叉, белый демон), что в сочетании с впечатляющими способностями фехтовальщика сделало Гинтоки известным среди товарищей и вселяло страх в Аманто. В конце войны Дзёи, когда он, Кацура и Такасуги были захвачены Тендосё (организацией инопланетян), Гинтоки был вынужден отрубить голову своему учителю прямо на глазах у товарищей, чтобы спасти их от казни.
После смерти своего учителя Гинтоки решает открыть собственный бизнес, став «мастером на все руки», и продолжая жить по своему самурайскому кодексу. На работу он нанимает двух сотрудников, сына и ученика самурая Синпати Симуру и инопланетянку Кагуру, со временем у него завязываются близкие отношения с обоими. У группы часто возникают проблемы с ежемесячной арендной платой с Отосэ, домовладелицой Гинтоки, которую он поклялся защищать после того, как съел подношения, предназначенные для могилы её мужа.

## Характеристика
Несмотря на свой возраст, Гинтоки часто ведёт себя по-детски, например, испытывает ненасытную страсть к сладкому. Он также одержим чтением журнала-антологии манги Weekly Shonen Jump. Несмотря на то, что он опасный боец, хорошо владеющий мечом, большую часть времени Гинтоки ведёт себя миролюбиво, стараясь избежать ненужного кровопролития из-за травмы, полученной от потери большинства его друзей и союзников во время войны Дзёи. При этом он имеет садистские наклонности, аналогичные тем, что и у командира 1-го отряда из Синсэнгуми Окиты Сого. Это является причиной их дружбы, а также определённой привязанности Сого к Гинтоки, примером которой является обращение полицейского к экс-самураю как к «боссу». Также садистские наклонности героя заметны во время жестоких действий по отношению к Кацуре, Сарутоби и Хидзикате в некоторых моментах и его склонностью «бросать» других персонажей в опасных, порой смертельных ситуациях, получая удовольствие от этого. Гинтоки очень уважительно относится к памяти своего учителя Сёё Ёсиды благодаря таким поступкам, как открытие школы для бедных детей, в которой Гинтоки был первым учеником.
Как член Четырёх Небесных Королей, лидеров повстанцев времён войны Дзёи, Гинтоки является чрезвычайно сильным фехтовальщиком. На протяжении всей манги он демонстрирует огромное мастерство в кэндзюцу (японском искусстве владения мечом). Он способен сражаться на равных с Уцуро, злой личностью своего учителя (которого Гинтоки так и не смог победить в бою), или другими Аманто, считающимися сильнейшими в своём роде. Стиль фехтования Гинтоки довольно жёсток. Боккэн (деревянный меч), которым он владеет, называется «Хосикудаки» (яп. 星砕,  букв. «Звёздный разрушитель»), в случае поломки такого оружия, Гинтоки покупает его через телевизионную программу (за всю мангу, однако, случилось такое лишь один раз). Используя этот меч, он часто режет, разбивает, отклоняет и, как правило, уничтожает все виды гораздо более прочных предметов, таких как металлическая пушка, или отклоняет лучевой меч без заметных повреждений. Однако иногда, в более жестоких битвах, Гинтоки использует настоящие мечи, такие как катана. Хотя Гинтоки легко способен победить могущественных воинов Аманто и других самураев, он без колебаний использует уловки и манипуляции, если это гарантирует быструю и лёгкую победу.

## В других произведениях
Будучи частью франшизы Gintama, Гинтоки выступает главным героем дополнительных историй 3-Z Ginpachi-Sensei, где он — учитель средней школы, а другие персонажи — его обделённые умом ученики. Гинтоки также появляется в двух OVA-сериях, в первой из которых он участвует в нескольких побочных историях, а во второй — в войне против пришельцев. Гинтоки — главный герой в двух аниме-фильмах. В первом, Gintama: The Movie, являющемся пересказом арки Бенидзакуры из аниме, Гинтоки отправляется на поиски своего друга Котаро Кацуры, а также таинственного меча «Бенидзакура». По сюжету второго фильма, Gintama: The Movie: The Final Chapter: Be Forever Yorozuya Гинтоки отправляется в будущее, где Эдо был разрушен, а он должен остановить угрозу, погубившую город.
Гинтоки также присутствовал в видеоиграх, основанных на Gintama. Помимо этого он является играбельным бойцом в файтингах Jump Super Stars и Jump Ultimate Stars, в которых собраны персонажи манги из журнала Weekly Shonen Jump, оба раза вместе с Кагурой.  Он также появляется в качестве персонажа, которого можно выбрать для игры в J-Stars Victory Vs и The King of Fighters All Star. Костюм Гинтоки используется в видеоигре God Eater 2 в качестве альтернативного скина (облика персонажа).

## Критика и популярность

### Популярность
Согласно опросу, проведённому журналом Weekly Shonen Jump, Гинтоки является самым популярным персонажем манги. Его изображение используется в различных товарах, связанных с франшизой. В японском журнале Newtype Гинтоки фигурировал в первой десятке лучших мужских персонажей, занимая 7-8 места. В одном из опросов Newtype, проведённом в марте 2010 года, Гинтоки был признан восьмым по популярности мужским персонажем аниме 2000-х годов. Опросы Anime Grand Prix подтвердили данный статус Гинтоки. Также герой получил награду Anime Grand Prix в категории «Лучший мужской персонаж» 2009 года.  Японский музыкальный дистрибьютор Recochoku провёл два ежегодных опроса на тему «Персонаж, которого я хочу видеть своим женихом». Гинтоки занял второе, а затем первое место в данной категории. Опросы от Niconico и «ranking.goo.ne.jp» (популярные японские сайты опросов) продемонстрировали, что фанатки проголосовали за Гинтоки как за второго по привлекательности мужского персонажа в целом и за седьмого из Weekly Shonen Jump в аниме соответственно. Айк и Момикен из японской рок-группы SPYAIR отметили, что Гинтоки был их любимым персонажем аниме, так как они оба находили его крутым.

### Критика
Гинтоки получил преимущественно положительные отзывы от различных обозревателей и изданий манги, аниме и других средств массовой информации. При чтении пятого тома манги Карло Сантос из Anime News Network заметил, что Гинтоки является одним из наиболее комедийных персонажей в серии, отметив его манеру речи и поведение. В эпизодах, где Гинтоки страдает амнезией, Сантос заявил, что другая личность героя в таком состоянии делает его «решительно не смешным». Майкл Аронсон из Manga Life раскритиковал выражение лица Гинтоки в первых томах манги, заявив, что оно не отражает его эмоции в диалогах. Он также отметил, что автору особенно удаются сцены с работой Гинтоки, но некоторые бои с другими персонажами совсем не способствуют успеху манги. Во время обзора первого фильма Крис Гомер из The Fandom Post заявил, что Гинтоки — «типичный сёнэн-герой, немного тупой, но с добрым сердцем, и способный получить доступ к силе, когда ему нужно защитить своих друзей», и добавил, что Кагура более привлекательна для читателей.  Другие негативные комментарии касались боёв, таких как бой Хидзикаты против Гинтоки.
В ходе Gintama°, аниме 2016 года, Гинтоки пародировал японского политика Рютаро Нономуру, который жаловался на нецелевое использование бюджетных средств. Хотя это не имело негативных последствий, сотрудники издательства манги Shueisha признались, что имели некоторые опасения. В сезоне аниме 2017 года автор спародировал японское эротическое шоу Gilgamesh Night, потому что аниме стали показывать поздно ночью, в то же время, в которое показывали шоу. Сценарист Anime News Network Эми Макналти испытывала смешанные чувства от работы английского актёра озвучивания Майкла Дейнджерфилда в Гинтоки, так как она нашла его слишком похожим на Хидзикату и Кацуру.  С другой стороны, Майк Тул, ещё один рецензент Anime News Network, признал работу Дейнджерфилда столь же хорошей, сколь и работу японца Томокадзу Сугиты.